# Udavi
Udavi ali boe (znanstveno ime Boidae) so družina nestrupenih kač, razširjenih po tropskih predelih Novega sveta (Severna, Srednja in Južna Amerika vključno s Karibi). Anatomsko so razmeroma primitivne kače srednje do velike rasti, znane po tem, da svoj plen ubijejo s stiskanjem, podobno kot pitoni Starega sveta.
S pitoni si delijo nekaj predniških lastnosti, kot so razmeroma rigidna spodnja čeljustnica in zakrnel ostanek medeničnega obroča z zadnjimi okončinami, ki sta vidni kot par ostrog na vsaki strani kloake. Analni ostrogi sta večji pri samcih kot samicah. Večina vrst ima tudi še delujoče levo pljučno krilo, ki lahko doseže tudi do 75 % velikosti desnega. Imajo pa drugačno zobovje od pitonov in so za razliko od njih ovoviviparni.
Od ostalih, bližnje sorodnih družin se jasno ločijo po anatomskih podrobnostih, predvsem pa po molekularnih znakih.
Znani so predvsem po načinu lova, pri katerem se splazijo do plena, ga bliskovito ovijejo z več zavoji in ga pričnejo stiskati. Četudi je lahko sila stiskanja precejšnja, smrt ne nastopi zaradi zdrobitve telesa. Sodeč po fizioloških preskusih tudi zadušitev (stisnjena žival ne more razširiti prsnega koša za vdih) ni vzrok smrti, temveč vsaj pri podganah do nje pride zaradi srčnega zastoja, ker je zaradi stisnjenih žil porušeno razmerje tlaka med arterijami in venami, to pa ovira polnjenje srca in zmoti ritem.

## Taksonomija
Nekoč so bili udavi in pitoni klasificirani v skupno družino Boidae, na ravni poddružin. Z uvedbo molekularne taksonomije, ki je v kombinaciji z anatomskimi znaki dala jasnejšo sliko sorodnosti, so bili najprej ločeni v lastni družini (Boidae in Pythonidae). V nedavni reviziji družine udavov so bile nato nekdanje geografsko ločene poddružine povzdignjene v rang samostojnih družin: to so afriške Calabariidae, Candoiidae iz Jugovzhodne Azije in Oceanije, Erycidae (»udavi Starega sveta«) ter Sanziniidae z Madagaskarja. Udavi v ožjem smislu so tako omejeni na Ameriki s pripadajočimi otočji.
Prepoznanih je približno 30 vrst, ki jih združujemo v pet rodov.